# Drżenie samoistne
Drżenie samoistne, choroba Minora (łac. tremor essentialis, tremor senilis) – najczęstsze zaburzenie układu pozapiramidowego. Część przypadków występuje rodzinnie, dziedziczona w sposób autosomalny dominujący. Jak dotąd, mutacje dwóch genów powiązano z objawami choroby: FET1 w locus 3q13 i ETM w locus 2p22-25. Na obraz kliniczny choroby składają się drżenie obu kończyn górnych, głowy, warg, języka, w zaawansowanej postaci choroby także kończyn dolnych. Częstotliwość drżenia waha się w granicach 8–12 Hz. Mogą mu towarzyszyć inne zaburzenia ruchowe: ruchy dystoniczne, skurcz pisarski, blefarospazm, dystonia krtani, parkinsonizm, mioklonie.

## Etiologia
Połowa przypadków jest spowodowana mutacją genu i dziedziczy się w sposób autosomalny dominujący. Istnieją dwa główne loci: ETM1 i ETM2. Reszta przypadków jest idiopatyczna. Do tej pory nie zidentyfikowano nieprawidłowości strukturalnych w układzie nerwowym osób z drżeniem samoistnym.
We francuskim badaniu rodzin odkryto, że wariant receptora dopaminowego D3 (DRD3), Ser9Gly, jest silnie powiązany z występowaniem drżenia samoistnego w 23 na 30 przebadanych rodzin.

## Rozpoznanie
Opracowano kryteria rozpoznania drżenia samoistnego:
1. kryteria podstawowe:
  1. obustronne, pozycyjne lub kinetyczne (nie spoczynkowe), drżenie kończyn górnych
  2. brak innych objawów neurologicznych
  3. odosobnione lub współistniejące drżenie głowy, bez cech dystonii
2. kryteria dodatkowe:
  1. czas trwania objawów powyżej trzech lat
  2. dodatni wywiad rodzinny
  3. ustępowanie zaburzeń po spożyciu alkoholu.

Rozpoznanie jest potwierdzone przy spełnionych kryteriach podstawowych, kryteria dodatkowe mają znaczenie pomocnicze (występują u >50% chorych).

### Różnicowanie
W diagnostyce różnicowej drżenia samoistnego należy uwzględnić inne przyczyny drżenia:
- chorobę Parkinsona i inne przyczyny parkinsonizmu
- drżenie móżdżkowe
- dystonię
- drżenie psychogenne (zaburzenia konwersyjne)
- drżenie polekowe (kwas walproinowy, węglan litu, eufilina)
- drżenie toksyczne, np. w zatruciu toluenem
- drżenie rtęciowe
- drżenie metaboliczne, np. w nadczynności tarczycy, encefalopatii wątrobowej, hipoglikemii
- stres emocjonalny
- w zespole abstynencyjnym

## Leczenie
W leczeniu stosuje się propranolol i prymidon.

## Historia
Drżenie samoistne od drżenia parkinsonowskiego odróżnił już James Parkinson. W 1836 opisał jego rodzinne występowanie Georg Friedrich Most. Monografię na jego temat wydał w 1887 roku Charles Loomis Dana. Inny klasyczny opis choroby przedstawił w 1925 roku Łazar Salomonowicz Minor.
Jednym z najwcześniejszych udokumentowanych przypadków drżenia samoistnego był amerykański rewolucjonista Samuel Adams.